# ヨハネス・フォン・トゥルン・ウント・タクシス
ヨハネス・プリンツ・フォン・トゥルン・ウント・タクシス（ドイツ語:Johannes Prinz von Thurn und Taxis, 1926年6月5日 - 1990年12月14日）は、ドイツの実業家、トゥルン・ウント・タクシス侯爵家家長（1982年 - 1990年）。全名はヨハネス・バプティスタ・デ・イェスス・マリア・ルイ・ミゲル・フリードリヒ・ボニファツィウス（Johannes Baptista de Jesus Maria Louis Miguel Friedrich Bonifazius Lamoral）。

## 生涯
トゥルン・ウント・タクシス家家長カール・アウグストと、ポルトガル王位請求者ミゲルの娘マリア・アンナの間の長男として生まれ、1982年に父より家長の座を継いだ。
1980年、ヨハネスは34歳も年下の貧窮貴族の娘であるシェーンブルク＝グラウハウ伯爵夫人グロリアと結婚したが、これと前後してトゥルン・ウント・タクシス家はマスメディアの注目を浴び始めた。侯爵夫妻の乱脈なジェット・セット（ジェット族）タイプのライフスタイルや、若い侯爵夫人グロリアの派手なファッションセンスが過剰な報道対象となったのである。ヨハネスはバイセクシュアルであり、1970年代にはジェット・セットのパーティに顔を出す一方でゲイの集まるディスコに足繁く通っていた。1990年12月15日の報道で、居所のエメラム城 (Saint Emmeram's Abbey) はバッキンガム宮殿より大きいと書かれた。

## 子女
妻グロリアとのあいだに1男2女をもうけた。
- マリア・テレジア（1980年 - ）
- エリーザベト（1982年 - ）
- アルベルト（2世）（1983年 - ） - トゥルン・ウント・タクシス家家長

| 先代 カール・アウグスト | トゥルン・ウント・タクシス家家長 1982年 - 1990年 | 次代 アルベルト（2世） |